# Potentilla potaninii
Potentilla potaninii es una especie de planta del género Potentilla, perteneciente a la familia Rosaceae.

## Taxonomía
Potentilla potaninii fue descrita por Franz Theodor Wolf en 1908.

## Distribución
Se encuentra en el territorio del Himalaya oriental hasta el norte y centro de China.